# François Richardot
Pour les articles homonymes, voir Richardot.
François Richardot (Morey, 1507 - Arras, 26 juillet 1574) théologien, religieux de l'ordre des Augustins, chanoine de Besançon de 1546 à 1554, évêque d'Arras de 1561 à 1574 et confesseur de Marguerite de Parme. Il fut l'un des hommes d'Église de Franche-Comté qui fit sa carrière sous la protection de la famille Granvelle.

## Biographie
Francois Richardot est né en 1507 dans une famille noble d'origine champenoise, à Morey dans l'actuelle Haute-Saône et non à Morey en Saône-et-Loire, comme il est parfois mentionné. Il a quatre frères (Pierre, Nicolas, Jean et Guillaume) et son père est Berthod Richardot, un notable du village. Son frère aîné Pierre deviendra chanoine puis official de Besançon, Jean sera avocat et Guillaume procureur de Morey. Les Richardot sont parents avec l'évêque Philibert de Rye et le diplomate Simon Renard. 
Très jeune il intègre l'ordre des Augustins à Champlitte ou il est initié aux lettres; il sera même nommé prévôt du Chapitre de la ville. Vers 22 ans il est envoyé à Paris, étudier la théologie à l'université ou il obtient facilement son doctorat. Il devient d'abord professeur de théologie dans la ville de Tournay avant de revenir rapidement sur Paris. Il y enseigne pendant plusieurs années puis quitte subitement la ville, vraisemblablement à la suite d'accusations d'hérésie.
Le 4 septembre 1546, il devient chanoine de Besançon.  Il  enseigne également la théologie au collège Grandvelle de Besançon aux côtés de son ami Hugues Babet. Il est nommé évêque titulaire de Nicopolis (de) le 12 septembre 1554.  Vers 1556, il est l’assistant de l'évêque d'Arras Antoine Perrenot de Granvelle, évêque suffragant. Il prêche  en 1558 le sermon aux funérailles de l'empereur Charles Quint, de Marie de Hongrie, d'Éléonore de Habsbourg et de Marie Tudor.
Alors qu’il est destiné à l'Office, en 1561, quand Granvelle devint archevêque de Malines il est nommé évêque d'Arras et ce jusqu’en 1574. Il prêche également le sermon lors de l'inauguration en 1562 de l'Université de Douai ou il fut l'un des prédicateurs sous la protection de Philippe II d'Espagne et sous l'inspiration du Concile de Trente.
Il a été l’un  des conciliateurs dans les luttes religieuses aux Pays-Bas.
François Richardot et son frère Pierre, étaient liés et amis avec l'humaniste comtois Gilbert Cousin dont certaines correspondances ont été conservées
Il est également l'oncle de Jean Richardot.

## Ouvrages
- Le Sermon funèbre fait devant le Roy par messire François Richardot,... aux obsèques et funérailles du Très grand... Empereur Charles cinquième... autre sermon funèbre... par icelluy Richardot aus obsèques de la... royne.., Anvers, Christofle Plantin, 1559, 58 p. (lire en ligne sur Gallica).

- Quatre sermons du sacrement de l'autel, faictz et prononcez publicquement à Arras, par Messire Françoys Richardot ... Item ung sermon des images faict à Armentiere par ledict Sieur Evesque, Louvain, Jean Bogart, 1567, 184 p. (lire en ligne).

- Discours tenu entre Messire Françoys Richardot ... & ung prisonnier, au lieu de Douay, sur aulcuns pricipaux poinctz de la religion. Recuilly & mis au net par ledict Sieur Evesque, Louvain, Jean Bogart, 1568, 128 p. (lire en ligne).

- La Reigle et guide des curez et vicaires, Bordeaux, Simon Millanges, 1574, 35 p..

- (la) Prediche del reu. mons. Francesco Riccardotto .. sopra il sacramento dell'altare da lui predicate ..., con vna predica del medesimo sopra le imagini delle chiese in difesa della fede cattolica, Florence, Bartolomeo Sermartelli, 1576, 197 p. (lire en ligne).

## Armoiries
"D'azur à deux palmes d'or passées en sautoir, accompagnées de quatre étoiles de même"